# Bank uniwersalny
Bank uniwersalny – bank dokonujący w ramach świadczonych usług wszystkich lub większości dozwolonych prawem czynności bankowych i którego działalność nie jest w żaden sposób profilowana (jak ma to miejsce w przypadku banków wyspecjalizowanych, np. hipotecznych, wspierających budownictwo, wspierających przedsięwzięcia związane z ochroną środowiska etc.).
W Europie większość działających banków to banki uniwersalne.